# Tunaborgen

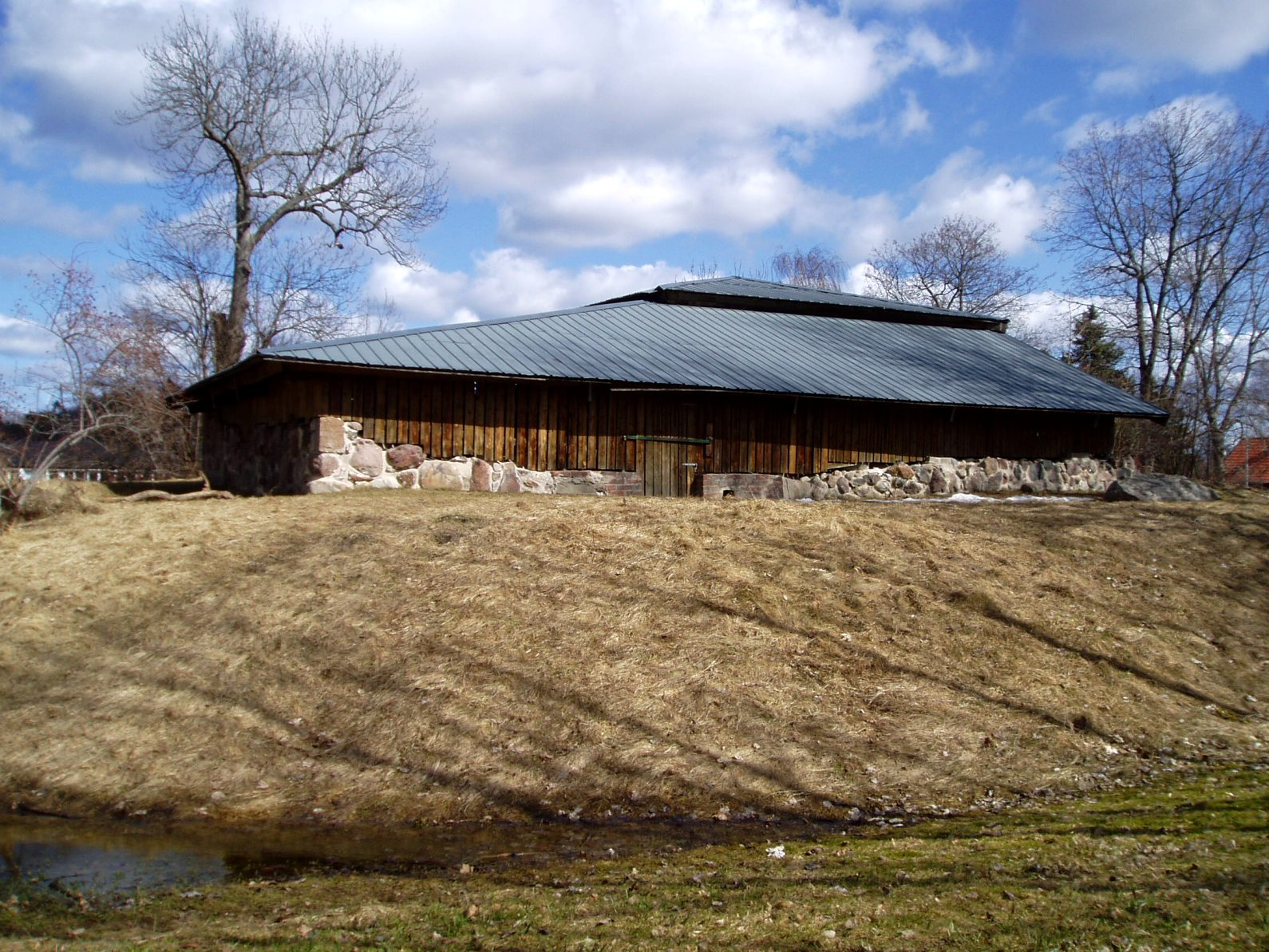
Tunaborgen

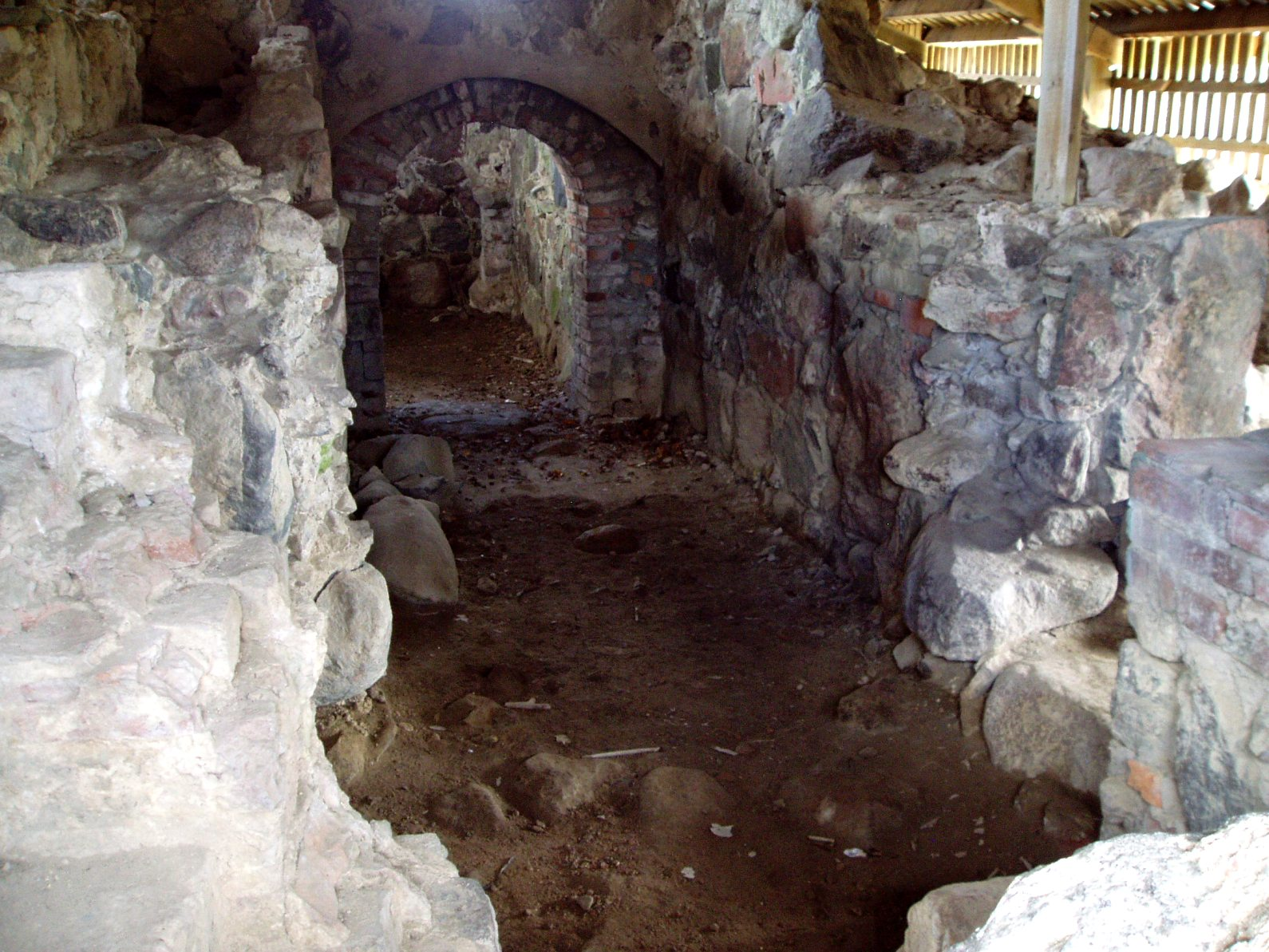
Tunaborgen, ingångshallen

Tunaborgen är en ruin av det forna Biskopstuna belägen i villaområdet Österskär, en del av Åkersberga tätort i Österåkers kommun i Stockholms län. 
Redan år 1291 nämner ärkebiskop Nils Alleson en befästning på platsen. Befästningen vid infarten till en dåtida sjöled mot Uppsala, Långhundraleden, finns markerad i kartskisser från 1500-talet, då med namnet ’’Konungstunegård’’. Den var även en strategisk stödjepunkt i Gustav Vasas krig mot danskarna.
Ruinen återupptäcktes vid tiden omkring 1920 på en grönskande kulle i det då glest bebyggda området, inte långt från Tunafjärden. Vid en 1921 företagen undersökning visade det sig vara en bastant borganläggning av typisk svensk medeltida art, troligen uppförd någon gång på 1200-talet av ärkebiskopen i Uppsala. 
Borgen har huvudsakligen bestått av ett fyrkantigt torn, en kastal, sammanbyggd med en nästan kvadratisk borggårdsmur och tidigare omgiven av en cirkelrund vallgrav. Biskopstunas nu helt utgrävda anläggning har bestått av ett kombinerat befästnings- och bostadstorn i minst två våningar. Idag kvarstår bottenvåningen med porten, tre tegelinfattade, utåt starkt avsmalnande fönster samt konsolerna till fyra kryssvalv, vilka löpt ihop mot en i salens mitt ställd kolonn. 
Först år 1969 gjordes en förnyad undersökning av Tunaborgen. Då fick man på allvar upp ögonen för dess stora kulturhistoriska betydelse. Österåkers kommun, som satsat ekonomiskt på ruinkullen, fick nu ett trestjärnigt kulturminnesmärke. Man var så rädd om ruinen att man byggde ett skyddstak av trä över den. Under 70-talet var borgen en populär, om ej lämplig, plats för lek och öldrickande. Senare försågs den därför med väggar och en låsförsedd port. 
Det har enligt flera källor funnits bebyggelse i anslutning till borgen och vid schaktarbeten för V/A-ledningar företagna under hösten 2013 påträffades nordöst om ruinen en kraftig tegel- och gråstensmur vilken troligen tillhört en medeltida byggnad med direkt koppling till borgen. Markradarundersökningar har under hösten 2014 genomförts på denna yta och på den större gräsytan sydväst, väster och nordväst om borgen av Riksantikvarieämbetets Undersökningsverksamhet och resultaten därifrån kommer att publiceras inom kort.